# 249530 Ericrice
249530 Ericrice este un asteroid din centura principală de asteroizi.

## Descriere
249530 Ericrice este un asteroid din centura principală de asteroizi. A fost descoperit pe 14 aprilie 2010 în Statele Unite, în cadrul programului WISE. Asteroidul prezintă o orbită caracterizată de o semiaxă mare de 2,37 ua, o excentricitate de 0,23 și o înclinație de 6,2° în raport cu ecliptica.